# Charlie Briggs (cầu thủ bóng đá)
Charles Edward Briggs (4 tháng 4 năm 1911 – 29 tháng 1 năm 1993) là một thủ môn bóng đá người Anh thi đấu ở Football League cho Halifax Town và Rochdale.